# Hôtel des Vivres
L’hôtel de Vivres est un ancien hôtel particulier situé 111 rue Saint-Antoine dans le 4e arrondissement de Paris. Il a été construit vers 1730 pour le financier Joseph Pâris-Duverney qui fut en 1733 directeur général des Vivres ce qui donne son nom à cette propriété, actuellement ensemble d'appartements.
La deuxième cour qui borde l’église Saint-Paul-Saint-Louis est entourée de bâtiments avec des pilastres ioniques à denticules. Il subsiste une terrasse en quart de cercle et un escalier du XVIIIe siècle avec une rampe en fer forgé.

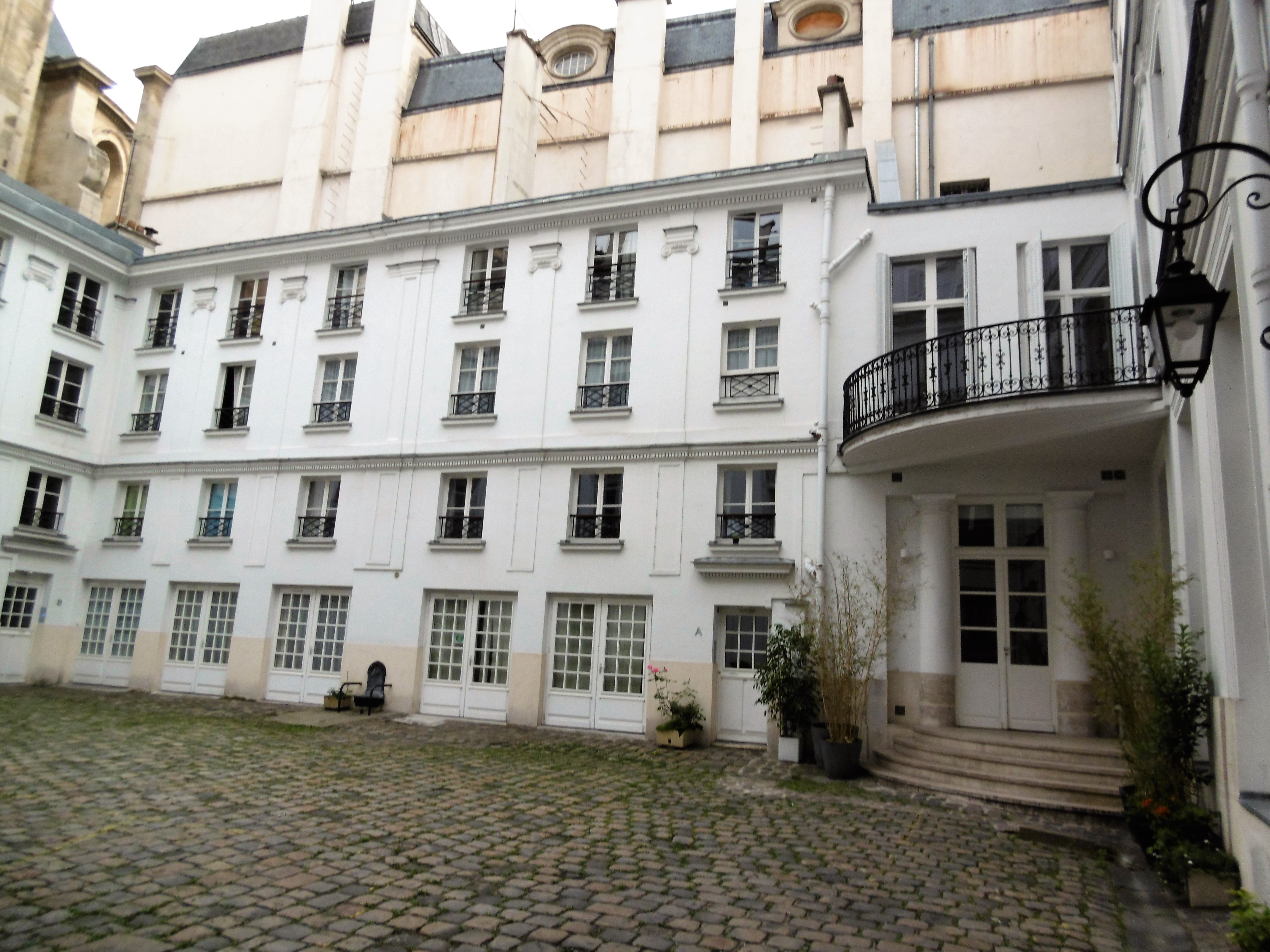
Hôtel des Vivres entrée en terrasse
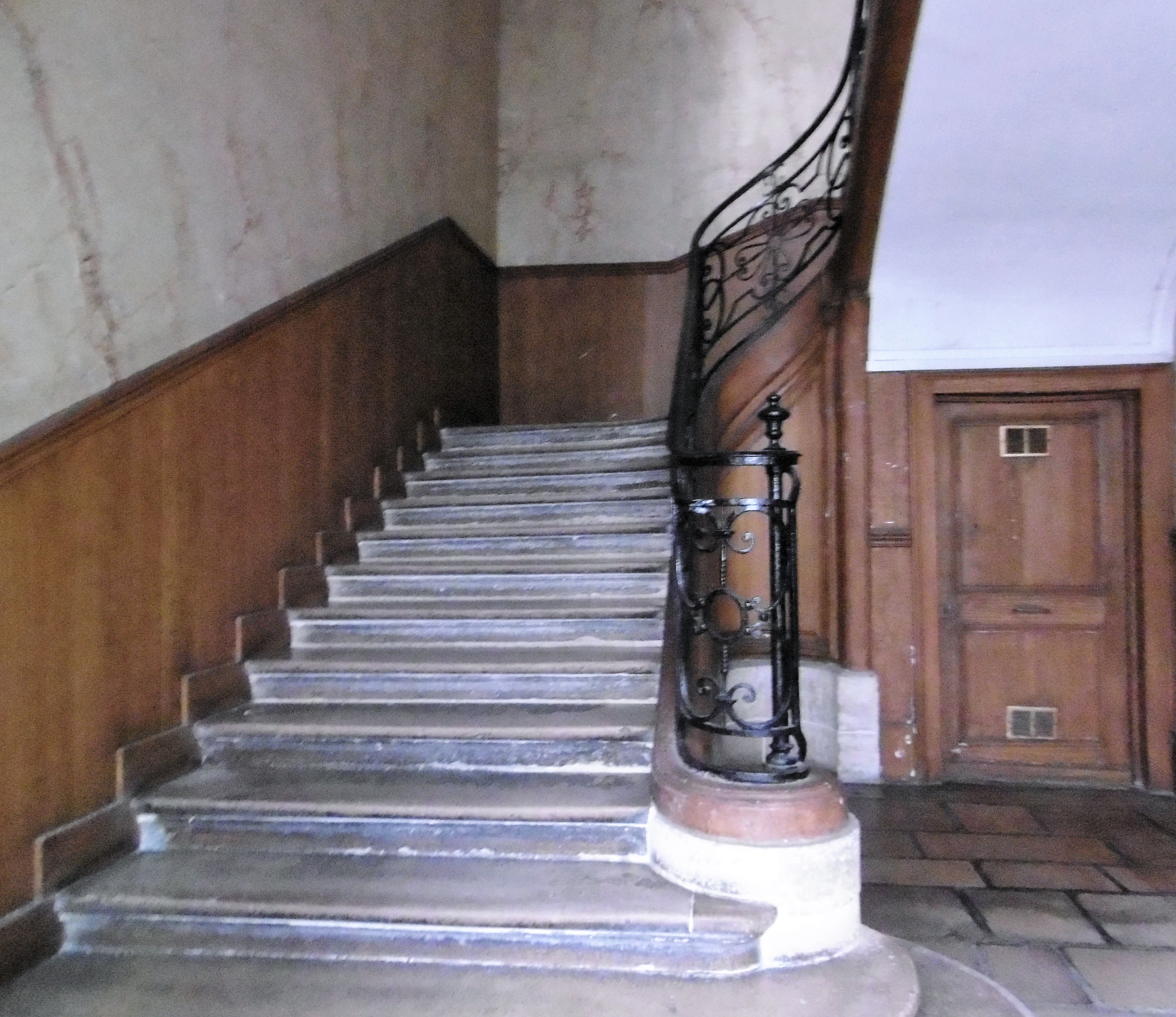
Escalier dans l’hôtel des Vivres